# Helvella atra
Helvella atra är en svampart som beskrevs av J. König 1770. Helvella atra ingår i släktet Helvella och familjen Helvellaceae.   Inga underarter finns listade i Catalogue of Life.